# Bad Iburg
Bad Iburg, város Németországban Alsó-Szászországban, a Teutoburgi erdő déli lejtőjén fekvő, gyógyfürdőjéről híres üdülőhely.

## Fekvése
Osnabrücktől 18 km-re délre és Münstertől 40 km-re északkeletre terül el.

## Története

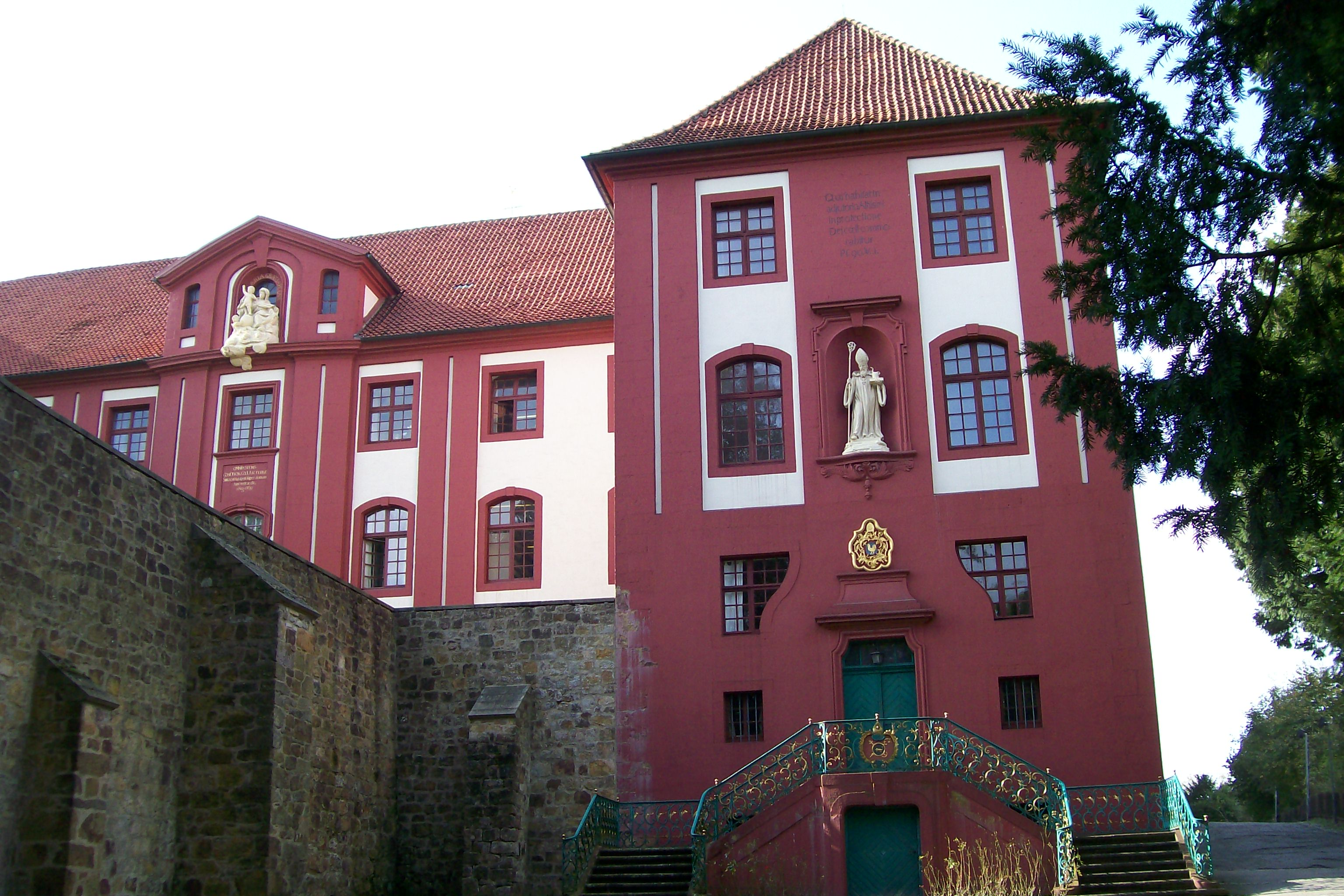

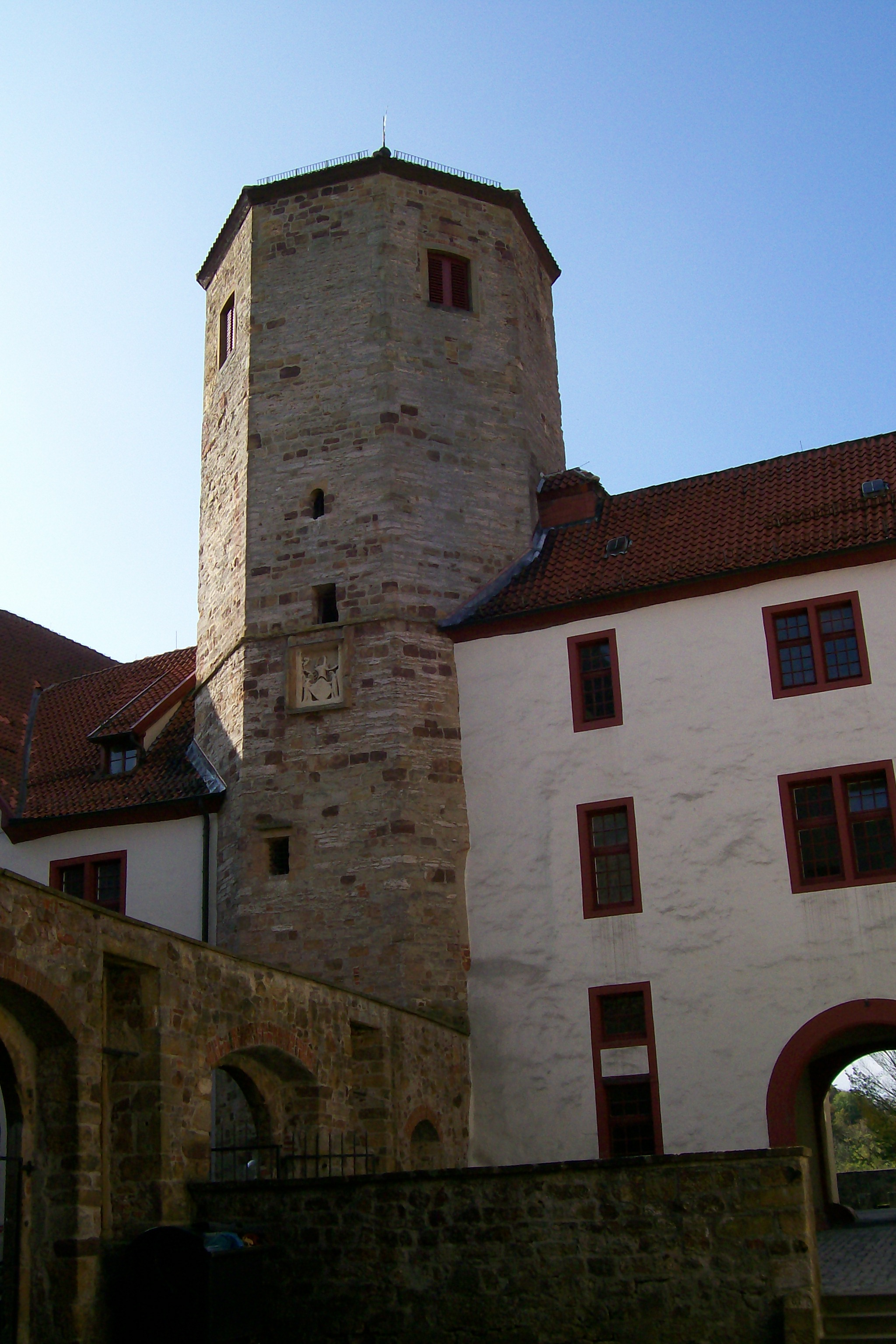

A település nevét 753-ban említette először oklevél.
772-ben már várát is említették, egy feljegyzés szerint ekkor Charlemagne hódította meg az Iburg-i királyi várat, majd a második alkalommal 783-ban frank katonák hódíttták meg Iburgot. A régió határain túl Iburg a tizenegyedik században kapott jelentőséget. 1052-1068 között Benno, Osnabrück püspöke épített itt várat, majd bencés kolostort.
1100 körül Iburg lett az Osnabrücki püspökök állandó lakhelye.
1254-ben pedig a püspöktől városi jogokat is kapott a település, melyeket a püspök meg is erőített. 1293-ban ugyancsak említették Iburg néven "oppidum"-ként, mint városi jellegű települést. 1349-ben a kastély és kolostor egy villám által a tűz martalékává vált. 1359-ben kapta meg Iburg a Wigbold privilegiumot.
1455-1482 között III. Conrad püspök három kapuval ellátott fallal vette körül a várost.
1585-ben nagy tűzvész pusztított a településen, melyben a lakóépületek mintegy fele leégett. 1633-ban Gustav Gustavson svéd csapatai foglalták el a várost és a várat is.
1650-ben Franz Wilhelm von Wartenberg püspök Iburgba helyezte vissza székhelyét, mely püspöki székhely maradt 1672-ig, amikor a püspöki székhelyet az új osnabrüvki várba helyezték át.
1750 és 1755 között a várhegyen barokk kolostor épült a vesztfáliai barokk építész Johann Conrad Schlaun tervei alapján. A kolostor 1803-ig létezett.
1920-ban Iburg már mint gyógyüdülő volt említve.
Iburg 1959-ben kapott újra városi jogokat. 1967-ben már elismert Kneipp fürdőhely, és ez időtől viseli a mai Bad Iburg nevét.
1964-ben katolikus anyák-szanatóriuma nyílt a városban, mely 1998-ig létezett.

## Nevezetességek
- Püspöki kastély (Bischöfliches Schloss) - a 17-18. században épült. A kastély lovagterme (Rittersaal); A. Aloisi olasz festő Németalföld perspektívikus mennyezetképeinek egyikét alkotta meg benne.

## Galéria

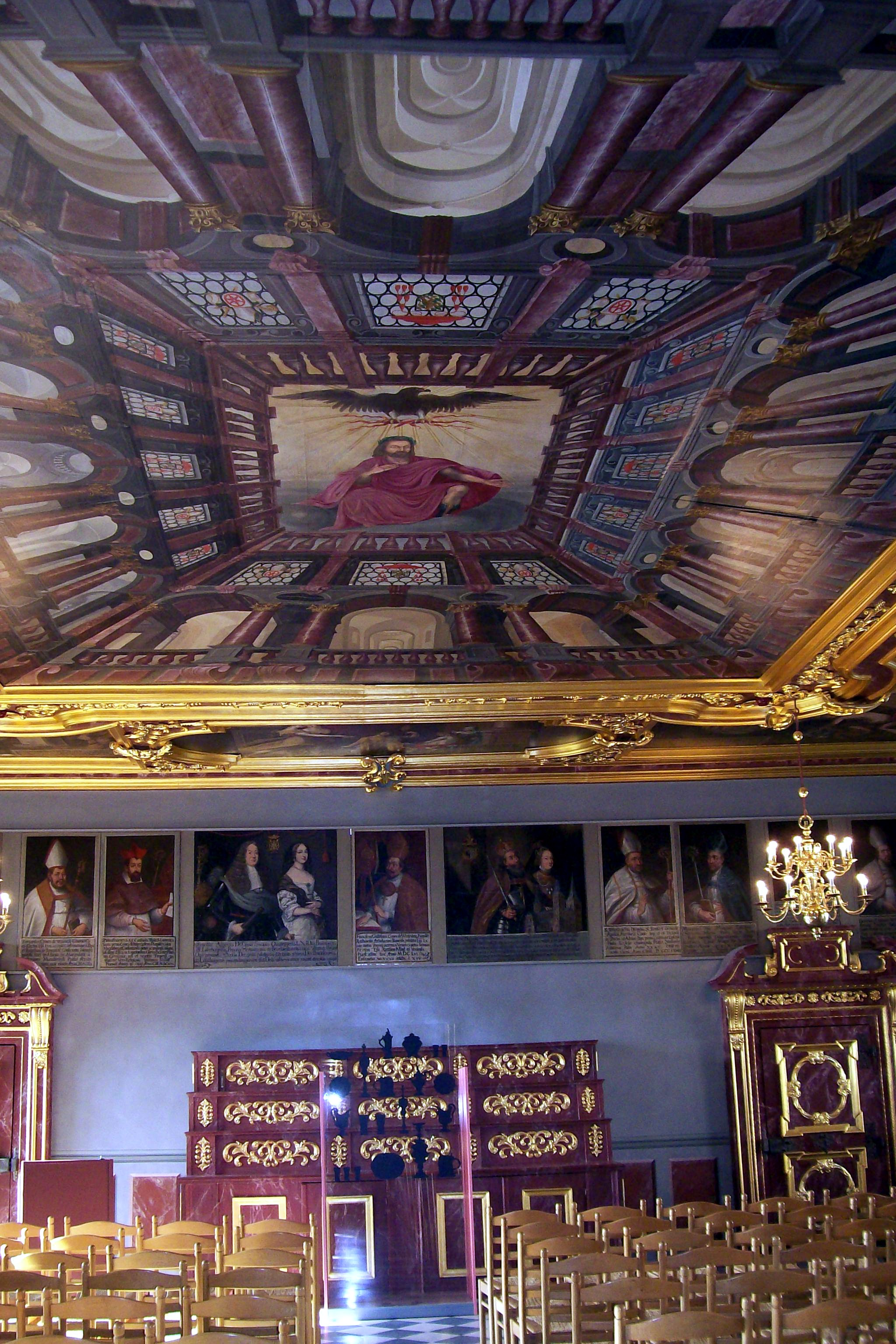
A kastély lovagterme
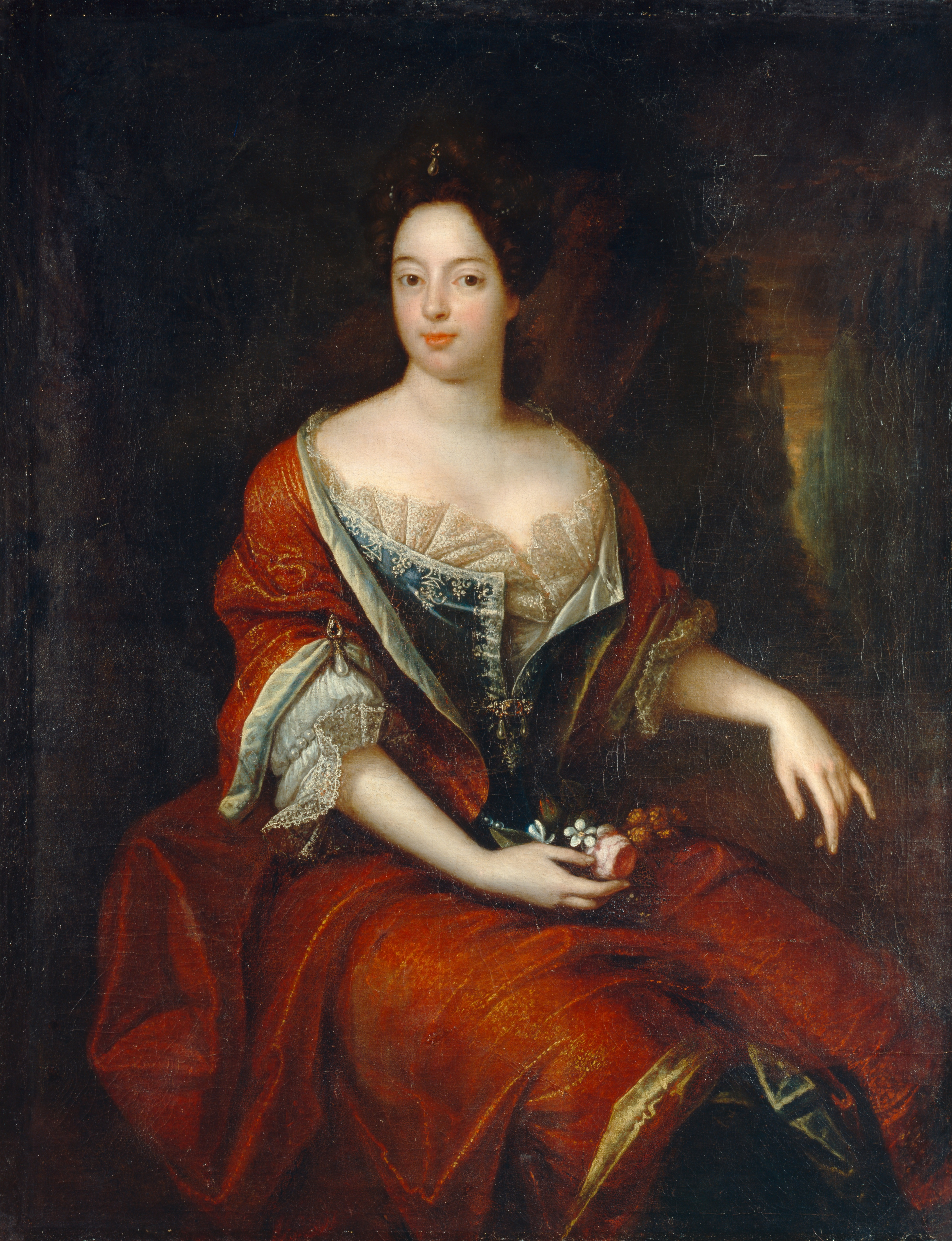
Zsófia Sarolta porosz királyné
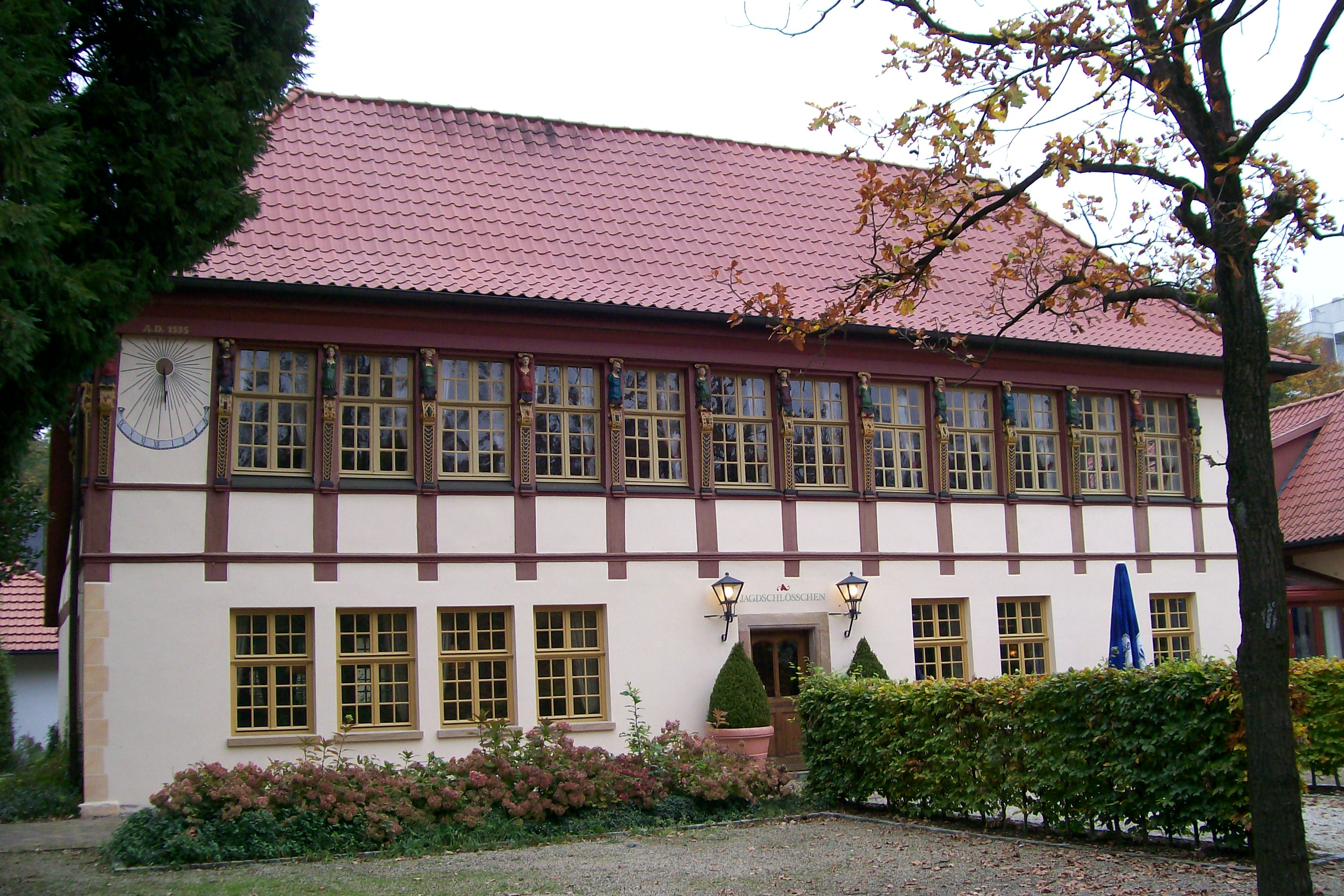
A vadászkastély
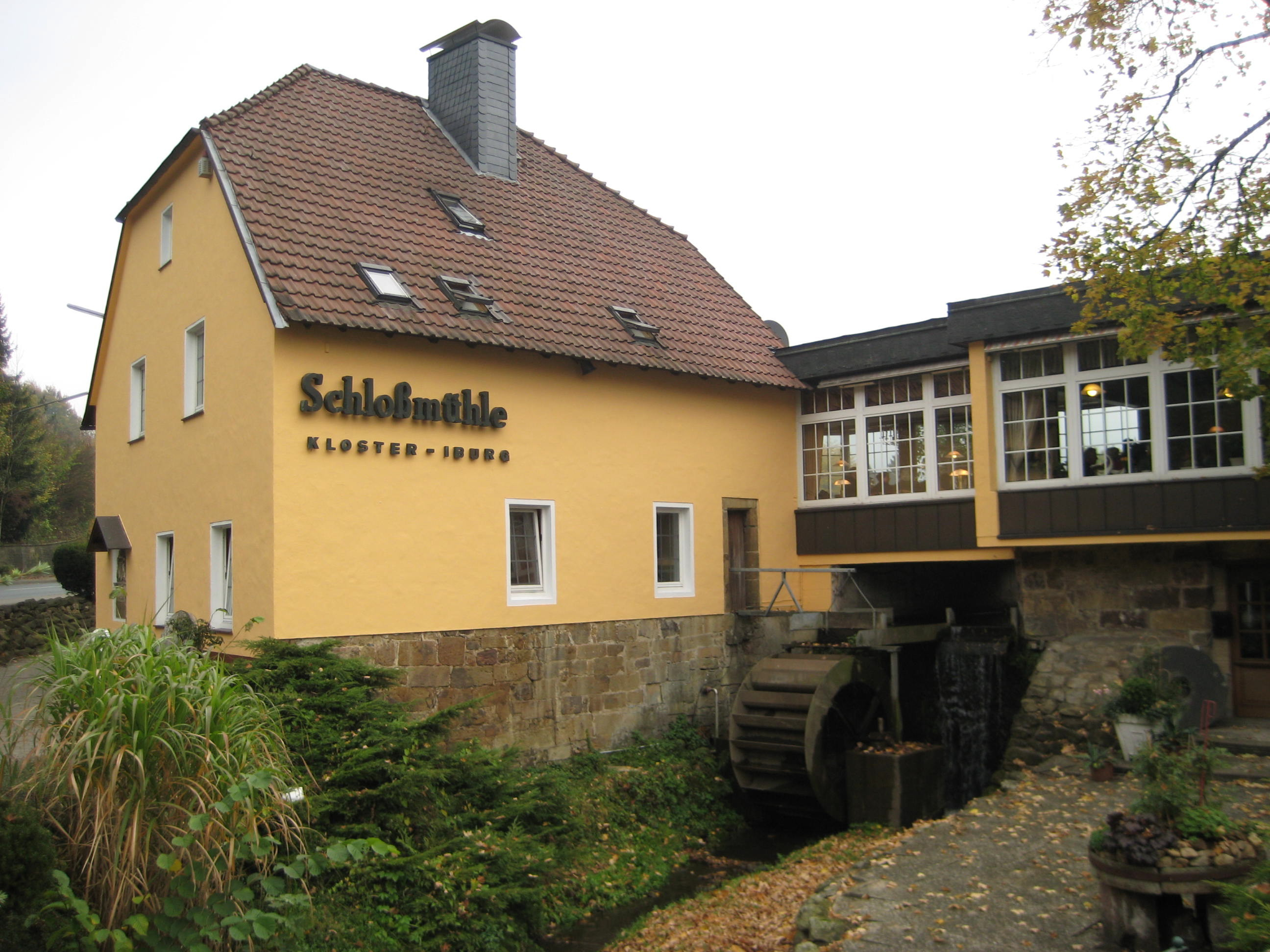
A vízimalom
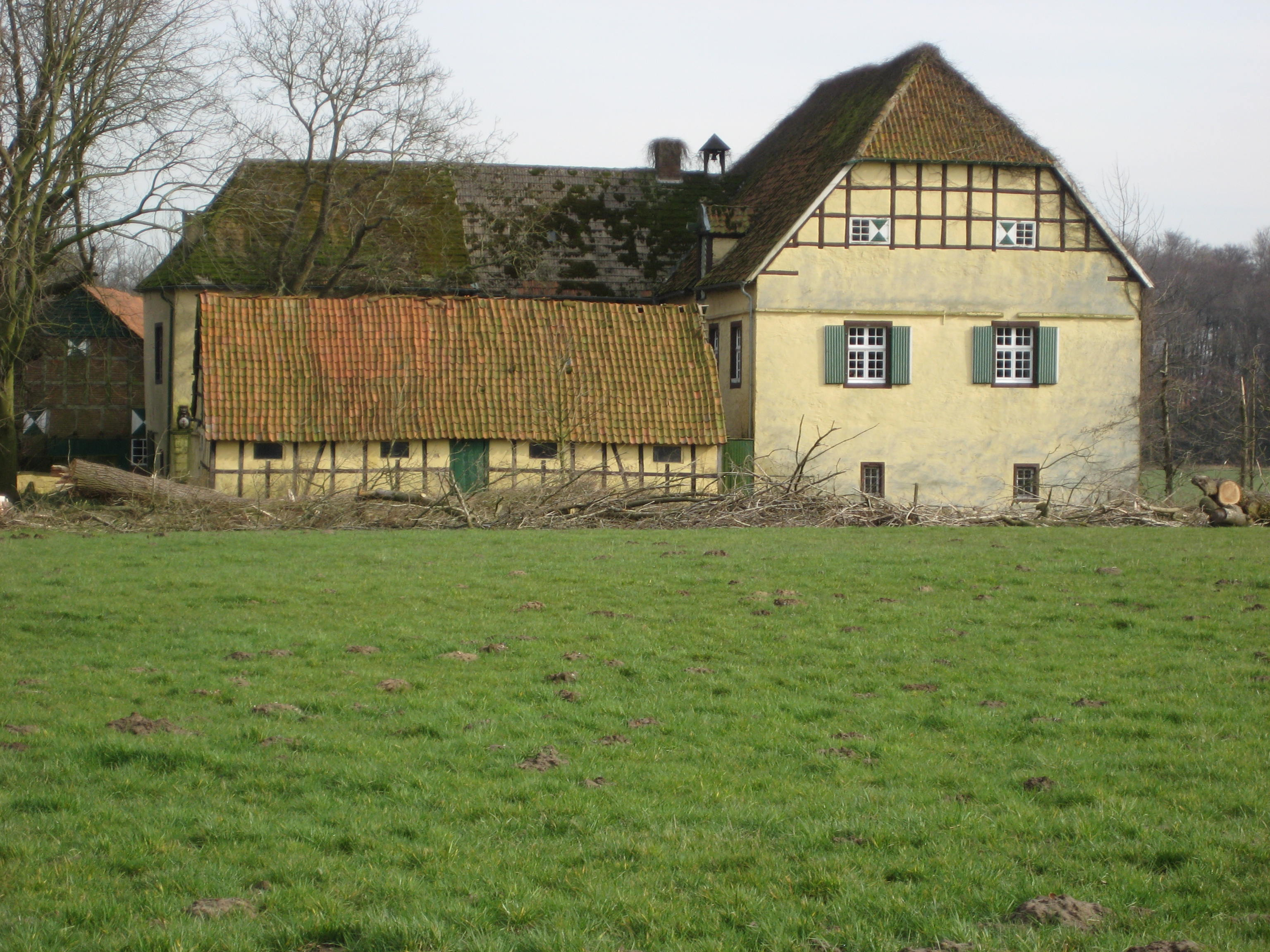
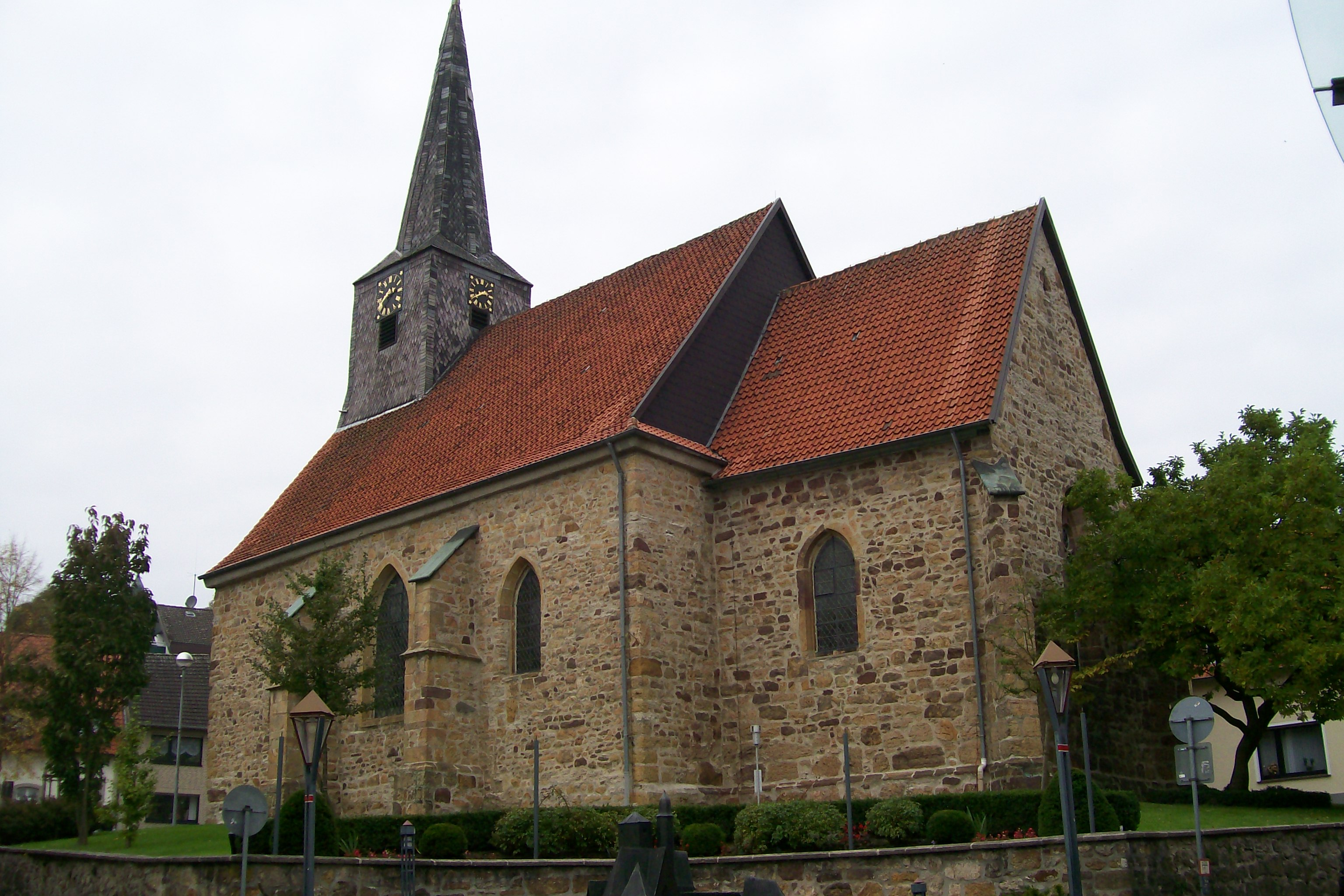
Szt. Miklós templom
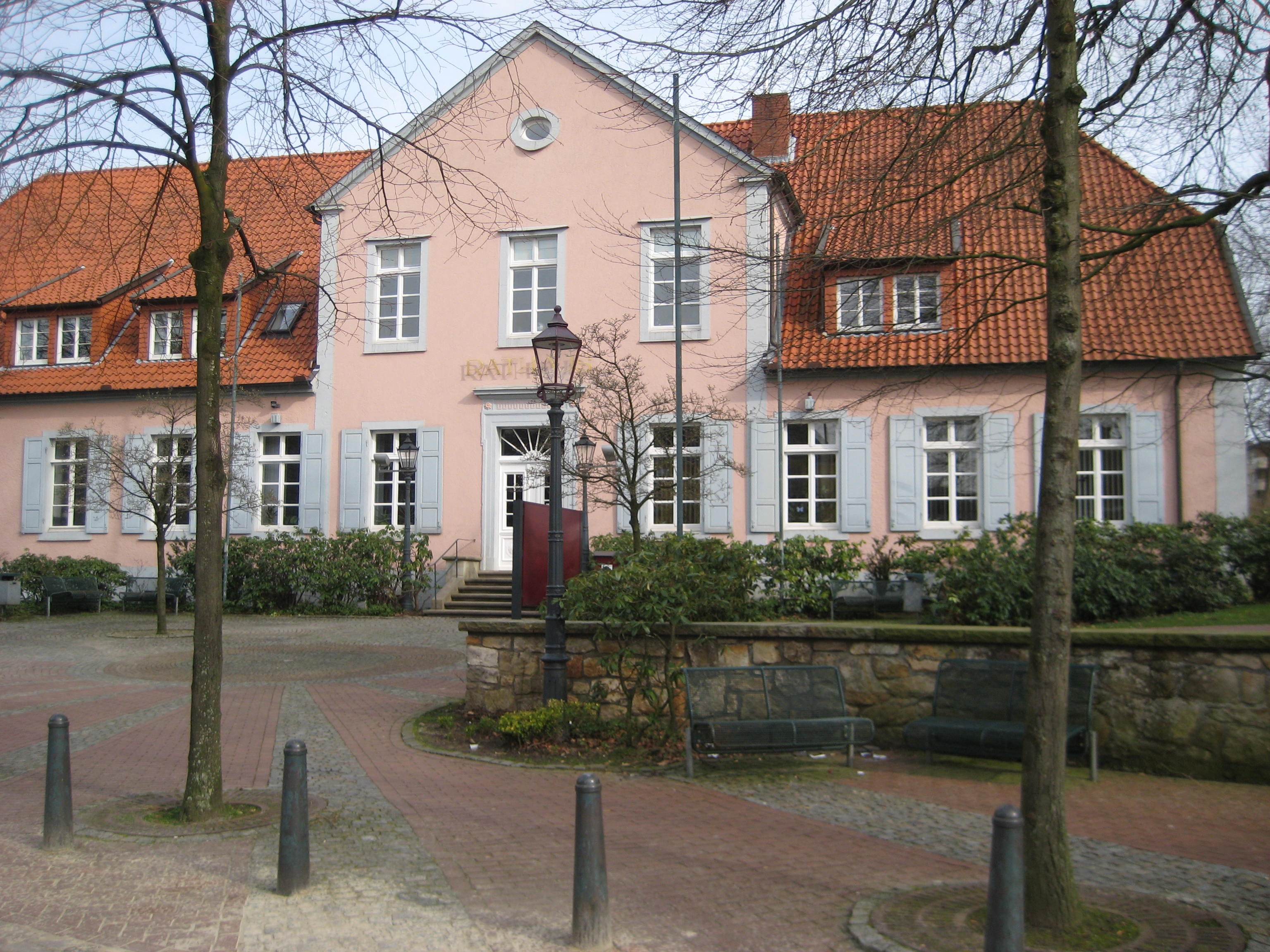
klasszicista épület, 1967 óta a tanacsház
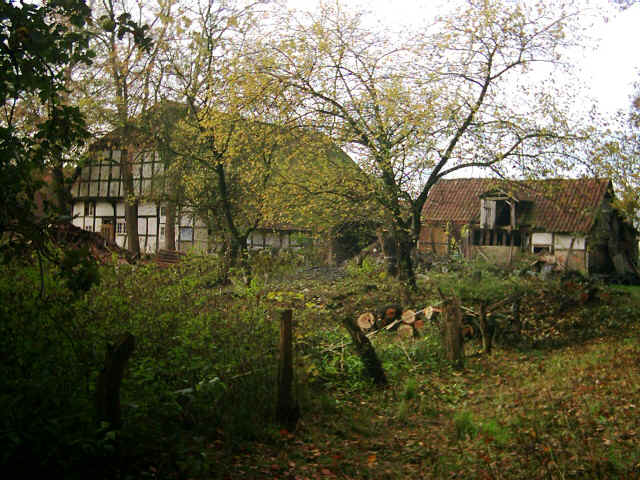

1. ↑  Alle politisch selbständigen Gemeinden mit ausgewählten Merkmalen am 31.12.2023 (német nyelven). register of German municipalities (2023) . Szövetségi Statisztikai Hivatal, 2024. október 28. (Hozzáférés: 2024. november 16.)